# 中心庙
中心庙是位于辽宁沈阳故宫一带的寺庙，始建于1388年（明洪武21年），因位于明中卫城内东西、南北十字大街之中心而得名，规模较小，供奉有关公、土地公、十不全等。清末年间庙貌渐废，1938年得到重建。2008年，中心庙被沈阳市人民政府列入沈阳市文物保护单位。